# George William Garrett

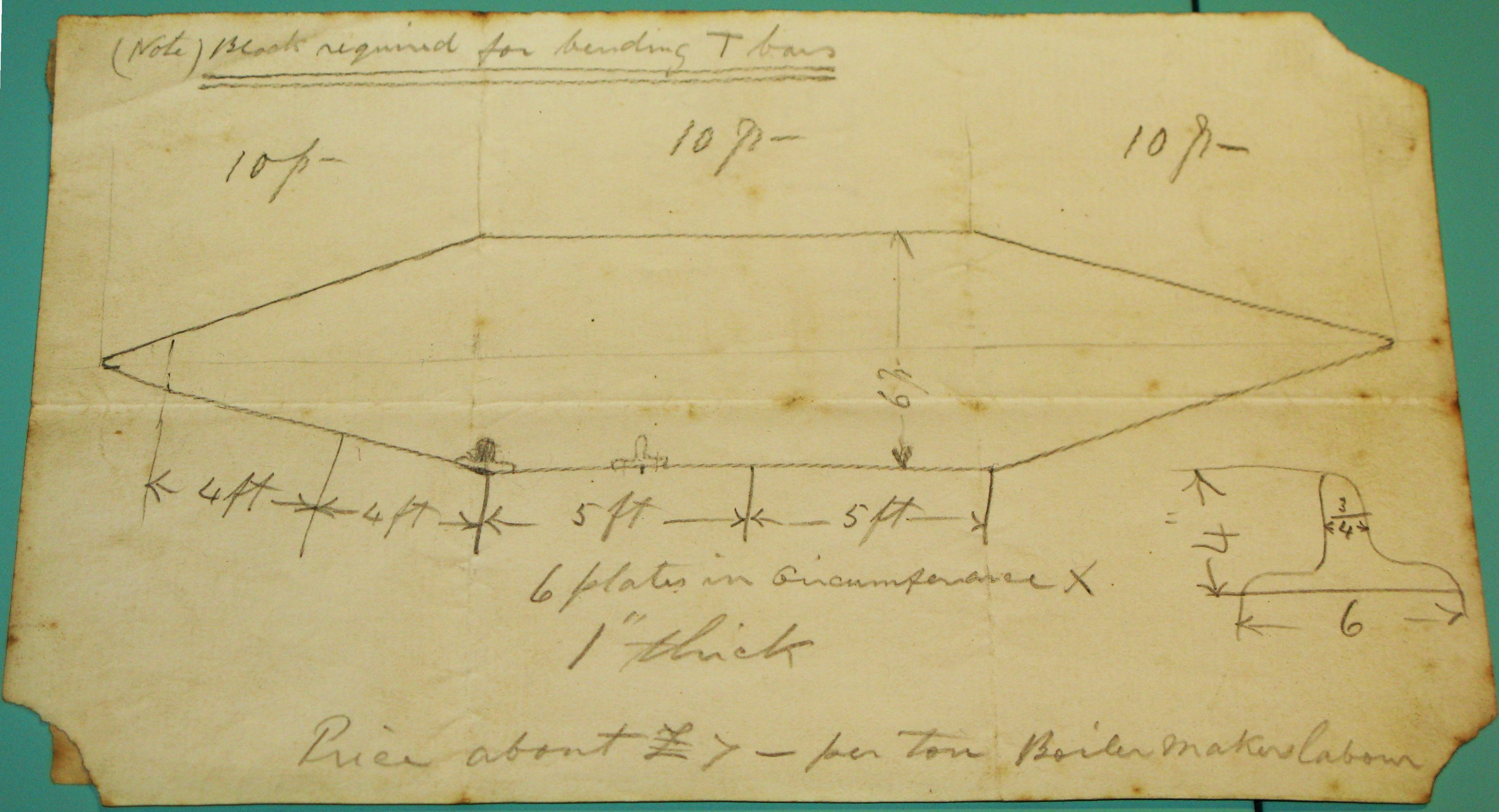
George Garrets skiss av Resurgam II.

George William Garrett, född 4 juli 1852 i Manchester, England, död 26 februari 1902, var en präst och uppfinnare som tillhörde pionjärerna bland ubåtskonstruktörer.
Garrett konstruerade 1877 en dykutrustning som han demonstrerade i floden Seine. Året därefter byggde han en drygt 4 meter lång muskeldriven ubåt som han kallade Resurgam. År 1878 byggde han en betydligt större ångdriven ubåt, Resurgam II. Den var 14 meter lång och vägde 30 ton. Ångmaskinen stängdes av och skorstenen togs bort under dykning. 
Den ångdrivna ubåten var mycket varm inuti på grund av den överhettade ångan och inte särskilt stabil. Den sjönk år 1880 under bogsering till Portsmouth för prov hos Royal Navy. Vraket av Resurgam II lokaliserades år 1995 och det finns planer på att bärga det.
Tillsammans med den svenska industrimannen Thorsten Nordenfelt konstruerade han under 1880-talet en ubåt för Grekland, två för Turkiet och en för Ryssland. Den sista sjönk innan den hunnit levereras och ingen av Garretts ubåtar kan påstås ha varit framgångsrika.